# Canale di Santa Barbara

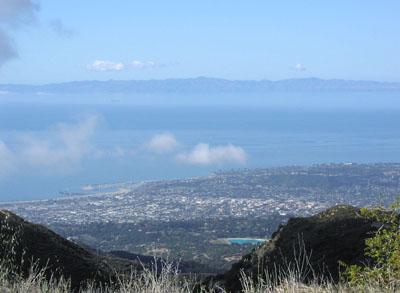
Il Canale di Santa Barbara

Il canale di Santa Barbara è un braccio di mare lungo circa 120 km e largo in media 40 km, che separa le Northern Channel Islands dalla California.
Il suo punto più stretto è in corrispondenza dell'isola di Anacapa e misura circa 30 km.
È abbastanza trafficato, in quanto viene attraversato sia da battelli turistici diretti alle Channel Islands per fare whale whatching, che da navi mercantili dirette da Los Angeles a Long Beach e viceversa.
Nel canale sono presenti numerose piattaforme petrolifere, che rovinano il panorama (nelle giornate terse sono ben visibili le Channel Islands) ed inquinano enormemente con le perdite di greggio.